# Marco Allegretti
Marco Allegretti (Angera, 30 aprile 1981) è un allenatore di pallacanestro ed ex cestista italiano.